# Sint-Jorispolder (Sint-Margriete)
De Sint-Jorispolder is een polder ten noordwesten van Sint-Margriete, behorende tot de Eiland- en Brandkreekpolders.
Na de doorbraak van de Oude Passageule in 1404 werd deze polder in 1450 herdijkt door een zekere Willem de Wilde. De polder is 95 ha groot. Het zuidelijk deel ervan staat bekend als  't Eiland.
In het westen van de polder ligt bungalowpark Bonte Hoeve. Een der overige boerderijen heet: Rijkskeethoeve. De polder wordt begrensd door de Sint-Jorisweg, de Ketelaarstraat, de Molenweg en de Sint Margriete Polderdijk.